# Altendorf (westfälisches Adelsgeschlecht)

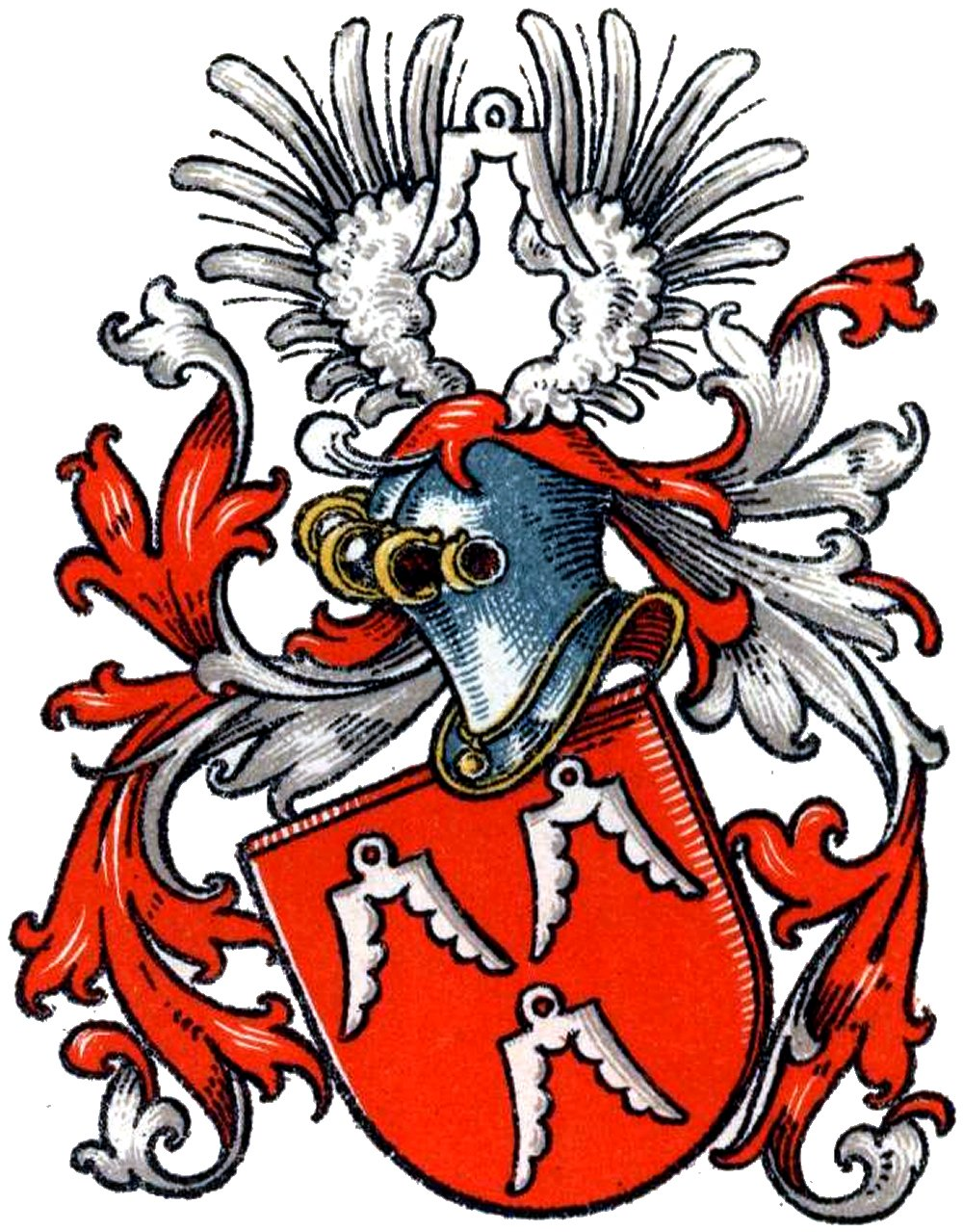
Stammwappen derer von Altendorf

Die Herren von Altendorf (auch Aldendorp o. ä.) waren ein westfälisches Adelsgeschlecht mit Stammsitz auf Burg Altendorf im Essener Stadtteil Burgaltendorf.
Die hier behandelte Familie ist von den namensgleichen, aber nicht verwandten westfälischen Aldendorp und den bayerischen Altendorf zu unterscheiden.

## Geschichte
Die Herren von Altendorf waren Ministeriale des Reichsstifts Essen und sind die ersten gesicherten Bewohner der Burg Altendorf. Ab 1297 werden sie als Lehnsmänner der Grafen von der Mark geführt; namentlich die Ritter Wennemar von Altendorf der Ältere und Wennemar von Altendorf der Jüngere. Sie hatten beide das Erbdrostenamt des Stifts Essen inne.
Durch Heirat Nelles von Altendorf, der Erbin einer Altendorfer Seitenlinie, kam die Familie von Vietinghoff-Schell, deren Stammsitz Schloss Schellenberg war, in den Mitbesitz der Burg und wurde nach dem Tod Rutgers von Altendorf 1386 alleinige Eigentümerin der Anlage.

## Wappen
In Rot drei weiße Pferdeprammen (2:1). Auf dem Helm ein weißer Flug, dazwischen eine Pferdepramme.

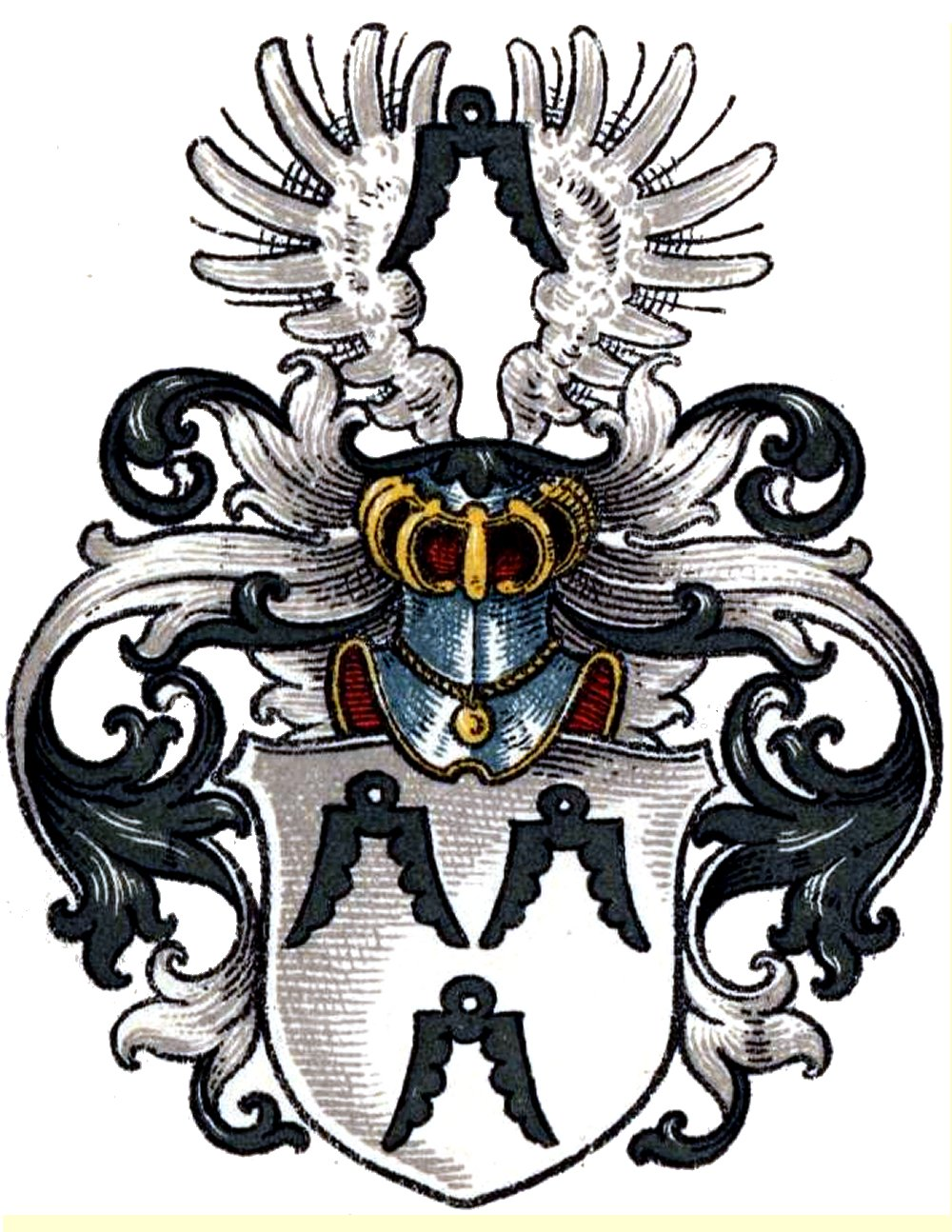
Wappen derer von Altendorf (Baltikum)

Die verwandten Herren von Horst führten im silbernen Schild drei rote Prammen. Als Ordensritter im Osten führte eine Linie derer von Altendorf drei schwarze Prammen in Silber im Wappen. Auch die benachbarten Herren von Holtey zu Burg Holtey führten drei (2:1) Prammen im Wappen, nur waren diese rot im goldenen Schild.

## Persönlichkeiten
- Hermann von Aldendorp, 1343–1386 Domherr in Münster
- Rotger von Aldendorp (urkundlich 1315–1327), römisch-katholischer Geistlicher und Domherr in Münster sowie in Osnabrück